# Kurt Röthlisberger
Kurt Röthlisberger (Suhr, 1951. május 21. –) svájci nemzetközi labdarúgó-játékvezető. Polgári foglalkozása tanár.

## Pályafutása

### Nemzeti játékvezetés
A küldési gyakorlat szerint rendszeres partbírói tevékenységet is végzett. 1983-ban lett az I. Liga játékvezetője. A nemzeti játékvezetéstől 1996-ban vonult vissza.

#### Nemzeti kupamérkőzések
Vezetett kupadöntők száma: 1.

##### Svájci labdarúgókupa
| Időpont         | Helyszín               | Mérkőzés típusa | Mérkőzés               | Eredmény | Nézők száma |
| --------------- | ---------------------- | --------------- | ---------------------- | -------- | ----------- |
| 1991. május 20. | Wankdorf Stadion, Bern | döntő           | FC Sion–BSC Young Boys | 3 – 2    | 50 000      |

### Nemzetközi játékvezetés
A Svájci labdarúgó-szövetség Játékvezető Bizottsága (JB) terjesztette fel nemzetközi játékvezetőnek, a Nemzetközi Labdarúgó-szövetség (FIFA) 1985-től tartotta nyilván bírói keretében. A FIFA JB központi nyelvei közül a németet beszéli. Több nemzetek közötti válogatott és klubmérkőzést vezetett, vagy működő társának partbíróként segített. Sport együttműködés keretében 5 bajnoki mérkőzést vezethetett a német Bundesligában. A svájci nemzetközi játékvezetők rangsorában, a világbajnokság-Európa-bajnokság sorrendjében a 3. helyet foglalja el 20 találkozó szolgálatával. Az aktív nemzetközi játékvezetéstől 1996. február 12-én a FIFA JB felfüggesztette. Válogatott mérkőzéseinek száma: 24.

#### Labdarúgó-világbajnokság
A világbajnoki döntőhöz vezető úton Olaszországba a XIV., az 1990-es labdarúgó-világbajnokságra valamint Amerikai Egyesült Államokba a XV., az 1994-es labdarúgó-világbajnokságra a FIFA JB bíróként alkalmazta. Vezetett mérkőzéseinek száma:  5 + 4 (partbíró).

##### 1990-es labdarúgó-világbajnokság
Michał Listkiewicz partbíró 8 találkozón tevékenykedhetett, utána a legtöbbet foglalkoztatott játékvezető lett. Három mérkőzést vezetett, négyen partbíróként tevékenykedett. A FIFA JB elvárása szerint, ha nem vezetett, akkor partbíróként tevékenykedett. Kettő csoportmérkőzésen és az Olaszország–Anglia (2 – 1) bronztalálkozót vezető Joël Quiniou 2. számú segítőjeként szolgált. Az egyik nyolcaddöntőn egyes számú besorolást kapott, játékvezetői sérülés esetén továbbvezethette volna a találkozót.

###### Selejtező mérkőzés
| Időpont           | Helyszín                   | Mérkőzés típusa           | Mérkőzés                    | Eredmény | Nézők száma |
| ----------------- | -------------------------- | ------------------------- | --------------------------- | -------- | ----------- |
| 1988. október 19. | Népstadion, Budapest       | előselejtező (6. csoport) | Magyarország–Észak-Írország | 1 – 0    | 18 000      |
| 1989. május 7.    | Råsunda Stadion, Stockholm | előselejtező (2. csoport) | Svédország–Lengyelország    | 2 – 1    | 35 032      |
| 1989. október 11. | Parc des Princes, Párizs   | előselejtező (5. csoport) | Franciaország–Skócia        | 3 – 0    | 25 000      |

###### Világbajnoki mérkőzés
| Időpont          | Helyszín                         | Mérkőzés típusa              | Mérkőzés              | Eredmény | Nézők száma |
| ---------------- | -------------------------------- | ---------------------------- | --------------------- | -------- | ----------- |
| 1990. június 10. | Artemio Franchi Stadion, Firenze | csoportmérkőzés (A. csoport) | Amerika–Csehország    | 1 – 5    | 33 266      |
| 1990. június 21. | Sant'Elia stadion, Cagliari      | csoportmérkőzés (F. csoport) | Anglia–Egyiptom       | 1 – 0    | 34 959      |
| 1990. június 30. | Artemio Franchi Stadion, Firenze | egyik negyeddöntő            | Jugoszlávia–Argentína | 0 – 0    | 38 000      |

##### 1994-es labdarúgó-világbajnokság
A tornán egyike volt azoknak, akit a jelen lévő FIFA JB a döntő lehetséges játékvezetői közé jelölte

###### Selejtező mérkőzés
| Időpont             | Helyszín                          | Mérkőzés típusa           | Mérkőzés                | Eredmény | Nézők száma |
| ------------------- | --------------------------------- | ------------------------- | ----------------------- | -------- | ----------- |
| 1992. szeptember 2. | Evžena Rošického Stadion, Prága   | előselejtező (4. csoport) | Csehország–Belgium      | 1 – 2    | 10 500      |
| 1992. december 16.  | Beşiktaş İnönü Stadion, Isztambul | előselejtező (2. csoport) | Törökország–Hollandia   | 1 – 3    | 15 000      |
| 1993. március 31.   | Lansdowne Road Stadion, Dublin    | előselejtező (3. csoport) | Írország–Észak-Írország | 3 – 0    | 33 000      |
| 1993. november 17.  | Arms Park Stadion, Cardiff        | előselejtező (4. csoport) | Wales–Románia           | 1 – 2    | 40 000      |

###### Világbajnoki mérkőzés
| Időpont          | Helyszín                       | Mérkőzés típusa              | Mérkőzés            | Eredmény | Nézők száma |
| ---------------- | ------------------------------ | ---------------------------- | ------------------- | -------- | ----------- |
| 1994. június 24. | Citrus Bowl Stadion, Orlando   | csoportmérkőzés (E. csoport) | Mexikó–Írország     | 2 – 1    | 60 790      |
| 1994. július 2.  | Soldier Field Stadion, Chicago | egyik nyolcaddöntő           | Németország–Belgium | 3 – 2    | 60 246      |

#### Labdarúgó-világbajnokság
Az európai labdarúgó torna döntőjéhez vezető úton Nyugat-Németországba a VIII., az 1988-as labdarúgó-Európa-bajnokságra, Svédországba a IX., az 1992-es labdarúgó-Európa-bajnokságra valamint Angliába a X., az 1996-os labdarúgó-Európa-bajnokságra az UEFA JB játékvezetőként foglalkoztatta.

##### 1988-as labdarúgó-Európa-bajnokság

###### Selejtező mérkőzés
| Időpont            | Helyszín                           | Mérkőzés típusa           | Mérkőzés              | Eredmény | Nézők száma |
| ------------------ | ---------------------------------- | ------------------------- | --------------------- | -------- | ----------- |
| 1987. november 18. | Benito Villamarín Stadion, Sevilla | előselejtező (1. csoport) | Spanyolország–Albánia | 5 – 0    | 50 000      |

##### 1992-es labdarúgó-Európa-bajnokság

###### Selejtező mérkőzés
| Időpont            | Helyszín                               | Mérkőzés típusa           | Mérkőzés                    | Eredmény | Nézők száma |
| ------------------ | -------------------------------------- | ------------------------- | --------------------------- | -------- | ----------- |
| 1990. október 17.  | Arms Park Stadion, Cardiff             | előselejtező (5. csoport) | Wales–Belgium               | 3 – 1    | 14 274      |
| 1991. március 27.  | Wembley Stadion, London                | előselejtező (7. csoport) | Anglia–Írország             | 1 – 1    | 77 753      |
| 1991. november 13. | Estadio Ramón Sánchez Pizjuán, Sevilla | előselejtező (1. csoport) | Spanyolország–Csehszlovákia | 2 – 1    | 8691        |

###### Európa-bajnoki mérkőzés
| Időpont          | Helyszín                          | Mérkőzés típusa              | Mérkőzés           | Eredmény | Nézők száma |
| ---------------- | --------------------------------- | ---------------------------- | ------------------ | -------- | ----------- |
| 1992. június 18. | Idrottsparken Stadion, Norrköping | csoportmérkőzés (2. csoport) | Skócia–Szovjetunió | 3 – 0    | 14 660      |

##### 1996-os labdarúgó-Európa-bajnokság

###### Selejtező mérkőzés
| Időpont             | Helyszín                 | Mérkőzés típusa           | Mérkőzés              | Eredmény | Nézők száma |
| ------------------- | ------------------------ | ------------------------- | --------------------- | -------- | ----------- |
| 1995. március 29.   | Steaua Stadion, Bukarest | előselejtező (1. csoport) | Románia–Lengyelország | 2 – 1    | 25 000      |
| 1995. június 11.    | Olimpiai Stadion, Kijev  | előselejtező (4. csoport) | Ukrajna–Horvátország  | 1 – 0    | 8000        |
| 1995. szeptember 6. | Letná Stadion, Prága     | előselejtező (5. csoport) | Csehország–Norvégia   | 2 – 0    | 19 522      |

#### Olimpiai játékok
Az 1988. évi nyári olimpiai játékok labdarúgó tornájának végső szakaszán a FIFA JB játékvezetőként foglalkoztatta.

##### 1988. évi nyári olimpiai játékok
| Időpont              | Helyszín                  | Mérkőzés típusa              | Mérkőzés           | Eredmény | Nézők száma |
| -------------------- | ------------------------- | ---------------------------- | ------------------ | -------- | ----------- |
| 1988. szeptember 21. | Daegu Civic Stadion, Tegu | csoportmérkőzés (A. csoport) | Svédország–NSZK    | 2 – 1    | 17 000      |
| 1988. szeptember 25. | Dongdaemun Stadion, Szöul | egyik negyeddöntő            | Brazília–Argentína | 1 – 0    | 21 800      |

#### Nemzetközi kupamérkőzések
Vezetett kupadöntők száma: 3.

##### UEFA-bajnokok ligája
Az 1992–1993-as UEFA-bajnokok ligája volt az első szezon, amikor a torna új nevét használták. Összesítésben viszont ez a 38. kupaszezon volt. 1974-ben a versenykiírás miatt kettő alkalommal kellett döntőt rendezni. A 39. játékvezető – a 4. svájci – aki UEFA-bajnokok ligája döntőt vezetett.
| Időpont         | Helyszín                  | Mérkőzés típusa | Mérkőzés                        | Eredmény | Nézők száma |
| --------------- | ------------------------- | --------------- | ------------------------------- | -------- | ----------- |
| 1993. május 26. | Olimpiai Stadion, München | döntő           | Olympique de Marseille–AC Milan | 1 – 0    | 64 400      |

##### UEFA-szuperkupa
| Időpont          | Helyszín                 | Mérkőzés típusa        | Mérkőzés          | Eredmény | Nézők száma |
| ---------------- | ------------------------ | ---------------------- | ----------------- | -------- | ----------- |
| 1994. február 2. | San Siro Stadion, Milánó | döntő második mérkőzés | AC Milan–Parma FC | 0 – 2    | 24 074      |

##### Interkontinentális kupa
Kettő Interkontinentális kupán összesen 5 mérkőzést vezetett, közöttük egy döntőt.
| Időpont           | Helyszín                | Mérkőzés típusa | Mérkőzés                   | Eredmény | Nézők száma |
| ----------------- | ----------------------- | --------------- | -------------------------- | -------- | ----------- |
| 1991. december 8. | Olimpiai Stadion, Tokió | döntő           | FK Crvena zvezda–Colo-Colo | 3 – 0    | 60 000      |

#### A magyar labdarúgó-válogatott mérkőzései (1970–1989)
| Időpont           | Helyszín                         | Mérkőzés típusa              | Mérkőzés                 | Eredmény | Nézők száma |
| ----------------- | -------------------------------- | ---------------------------- | ------------------------ | -------- | ----------- |
| 1989. április 26. | Erasmo Iacovone Stadion, Taranto | felkészülési (633. mérkőzés) | Olaszország–Magyarország | 4 – 0    | 23 700      |

## Negatív sztori
A Grasshopper Club Zürich–Auxerre Bajnokok Ligája mérkőzés előtt, a svájci csapat egyik vezetője, felkérte Röthlisbergert jó barátját, hogy a fehérorosz Vagyim Zsuknak – aki a mérkőzést vezette – ajánljon fel 100 .000 svájci frankot, hogy csapatuk javára ítélkezzen. Az eset kiderült, Röthlisbergert – más csapatoknak végzett korteskedést – örökre eltiltották a játékvezetéstől.

## Szakmai sikerek
Az IFFHS (International Federation of Football History & Statistics) 1987-2011 évadokról tartott nemzetközi szavazásán 151, játékvezető besorolásával minden idők 64, legjobb bírójának rangsorolta. A 2008-as szavazáshoz képest 16 pozíciót hátrább lépett.